# Vare Trophy
Die Vare Trophy ist nach der sehr erfolgreichen Golfspielerin Glenna Collett-Vare (1903–1989) benannt und wird seit 1953 jährlich von der Ladies Professional Golf Association (LPGA) an die Golferin verliehen, die den niedrigsten Durchschnitts-Score erreichte. Es werden nur Spielerinnen berücksichtigt, die mindestens 70 auswertbare Runden gespielt haben.

## Liste der Preisträgerinnen seit 1953
| Jahr | Golferin        | Land               | Ø Schläge pro Runde |
| ---- | --------------- | ------------------ | ------------------- |
| 1953 | Patty Berg      | Vereinigte Staaten | 75.00               |
| 1954 | Babe Zaharias   | Vereinigte Staaten | 75.48               |
| 1955 | Patty Berg      | Vereinigte Staaten | 74.47               |
| 1956 | Patty Berg      | Vereinigte Staaten | 74.57               |
| 1957 | Louise Suggs    | Vereinigte Staaten | 74.64               |
| 1958 | Beverly Hanson  | Vereinigte Staaten | 74.92               |
| 1959 | Betsy Rawls     | Vereinigte Staaten | 74.03               |
| 1960 | Mickey Wright   | Vereinigte Staaten | 73.25               |
| 1961 | Mickey Wright   | Vereinigte Staaten | 73.55               |
| 1962 | Mickey Wright   | Vereinigte Staaten | 73.67               |
| 1963 | Mickey Wright   | Vereinigte Staaten | 72.81               |
| 1964 | Mickey Wright   | Vereinigte Staaten | 72.46               |
| 1965 | Kathy Whitworth | Vereinigte Staaten | 72.61               |
| 1966 | Kathy Whitworth | Vereinigte Staaten | 72.60               |
| 1967 | Kathy Whitworth | Vereinigte Staaten | 72.74               |
| 1968 | Carol Mann      | Vereinigte Staaten | 72.04               |
| 1969 | Kathy Whitworth | Vereinigte Staaten | 72.38               |
| 1970 | Kathy Whitworth | Vereinigte Staaten | 72.26               |
| 1971 | Kathy Whitworth | Vereinigte Staaten | 72.88               |
| 1972 | Kathy Whitworth | Vereinigte Staaten | 72.88               |
| 1973 | Judy Rankin     | Vereinigte Staaten | 73.08               |
| 1974 | JoAnne Carner   | Vereinigte Staaten | 72.87               |
| 1975 | JoAnne Carner   | Vereinigte Staaten | 72.40               |
| 1976 | Judy Rankin     | Vereinigte Staaten | 72.25               |
| 1977 | Judy Rankin     | Vereinigte Staaten | 72.16               |
| 1978 | Nancy Lopez     | Vereinigte Staaten | 71.76               |
| 1979 | Nancy Lopez     | Vereinigte Staaten | 71.20               |
| 1980 | Amy Alcott      | Vereinigte Staaten | 71.51               |
| 1981 | JoAnne Carner   | Vereinigte Staaten | 71.75               |
| 1982 | JoAnne Carner   | Vereinigte Staaten | 71.49               |
| 1983 | JoAnne Carner   | Vereinigte Staaten | 71.41               |
| 1984 | Patty Sheehan   | Vereinigte Staaten | 71.40               |

| Jahr | Golferin         | Land               | Ø Schläge pro Runde |
| ---- | ---------------- | ------------------ | ------------------- |
| 1985 | Nancy Lopez      | Vereinigte Staaten | 70.73               |
| 1986 | Pat Bradley      | Vereinigte Staaten | 71.10               |
| 1987 | Betsy King       | Vereinigte Staaten | 71.14               |
| 1988 | Colleen Walker   | Vereinigte Staaten | 71.26               |
| 1989 | Beth Daniel      | Vereinigte Staaten | 70.38               |
| 1990 | Beth Daniel      | Vereinigte Staaten | 70.54               |
| 1991 | Pat Bradley      | Vereinigte Staaten | 71.10               |
| 1992 | Dottie Pepper    | Vereinigte Staaten | 71.14               |
| 1993 | Betsy King       | Vereinigte Staaten | 70.85               |
| 1994 | Beth Daniel      | Vereinigte Staaten | 70.90               |
| 1995 | Annika Sörenstam | Schweden           | 71.00               |
| 1996 | Annika Sörenstam | Schweden           | 70.47               |
| 1997 | Karrie Webb      | Australien         | 70.00               |
| 1998 | Annika Sörenstam | Schweden           | 69.99               |
| 1999 | Karrie Webb      | Australien         | 69.43               |
| 2000 | Karrie Webb      | Australien         | 70.05               |
| 2001 | Annika Sörenstam | Schweden           | 69.42               |
| 2002 | Annika Sörenstam | Schweden           | 68.70               |
| 2003 | Pak Se-ri        | Südkorea           | 70.03               |
| 2004 | Grace Park       | Südkorea           | 69.99               |
| 2005 | Annika Sörenstam | Schweden           | 69.33               |
| 2006 | Lorena Ochoa     | Mexiko             | 69.24               |
| 2007 | Lorena Ochoa     | Mexiko             | 69.69               |
| 2008 | Lorena Ochoa     | Mexiko             | 69.70               |
| 2009 | Lorena Ochoa     | Mexiko             | 70.16               |
| 2010 | Na Yeon Choi     | Südkorea           | 69.87               |
| 2011 | Yani Tseng       | Chinesisch Taipeh  | 69.66               |
| 2012 | Park In-bee      | Südkorea           | 70.21               |
| 2013 | Stacy Lewis      | Vereinigte Staaten | 69.48               |
| 2014 | Stacy Lewis      | Vereinigte Staaten | 69.53               |
| 2015 |                  |                    |                     |